# BADBOYS グレアー
『BADBOYS グレアー』（バッドボーイズ グレアー）は、田中宏による日本の漫画作品。

## 概要
1988年から1996年まで『ヤングキング』（少年画報社）に連載されていた『BADBOYS』（以下「前作」）の続篇。同誌にて1996年から2003年まで連載された。単行本は同社ヤングキングコミックスにて全16巻。ほかに選集としてコンビニコミックが計9巻刊行されている。
前作より数年後の広島市を舞台に、大友勝将率いる新たな廣島連合の活躍を描く。時代が経過したことで主要登場人物がほぼ全員入れ替わり、暴走族以外にチーマーも台頭し勢力図が完全に変わっている点が前作と異なる。一方で前作では多く語られなかった旧廣島連合と伝説の単車にまつわる話にも焦点が当てられており、村越宏明の生まれ変わりと言われる勝将、松尾安三の息子である嵜島昇喜郎、父・金次郎の結成した陴威窠斗を継いだ十代目・虎鮫銀次郎の三つ巴の衝突を軸に、複雑に絡み合った父親世代の因縁と悲劇を解き明かしていく物語ともなっている。
前作で不良少年だった人物はほぼ登場しないが、物語終盤、勝将らに直接かかわらない形で成長後の姿が描かれている。

## 登場人物

### 廣島連合
村越宏明が楽園を作るという理想をもって結成された。最大の敵・松尾安三らとの争いを制し、初めての広島完全統一を成し遂げる。敵対したチームも傘下に引き入れ、松尾らも組織内に迎え入れた。しかし、松尾派によるクーデターが起こり、村越は松尾に殺害される。その後、松尾が連合を牛耳るも、少年院に送られる。その後、村越の遺志を継いで山方が数々の伝説と共に、連合を強大にしていく。（第一次廣島連合）
大友勝将の強烈なカリスマ性に引き寄せられた男たちが、廣島連合を甦らせて、広島完全統一を目指して戦いを繰り広げる。第一次に較べ、暴走族・チーマー・ケンカ族と多様なチーム構成となっている。（第二次廣島連合）
大友 勝将　（おおとも かっしょう）
第二次廣島連合頭。詳しくは大友勝将を参照。
嵜島 昇喜郎　（さきじま しょうきろう）
第二次廣島連合メンバー。詳しくは嵜島昇喜郎を参照。
- 長谷川壮吉 - ブルービアード頭。ナイフの使い手。佐藤博衛門尉景元に匹敵する性豪でもある。
- 成瀬 - ブルービアードメンバー。小学時代では、大人しかった長谷川壮吉を執拗に苛めていたがナイフで返り討ちに遭っている。
- 赤木トオル - ブルービアードメンバー。
- 近藤悟 - ブルービアードメンバー。
- 福沢仁 - 嚼呪頭。普段はお好み焼き屋を経営。
- 原田大二 - 嚼呪メンバー。
- 柳正行 - 蛇道神頭。ビーストの黒崎とは古くからの親友関係である。
- 谷口 - 蛇道神メンバー。
- 石田凌 - 蛇道神メンバー。
- 北沢新介 - 蛇道神メンバー。諜報面的能力に優れる。
- 山根蓮太 - 元五代目死龍王メンバー。実は本作品の語り部でもある。

### 陴威窠斗

#### 十代目
虎鮫銀次郎（とらざめ ぎんじろう）
陴威窠斗十代目総長。初代総長・虎鮫金次郎の息子。愛車は父の形見のカワサキ・Z400FX。調理師免許を持っており、普段は母・津紀子と共に家業の居酒屋「金ちゃん」を切り盛りしている。
喧嘩の実力は勝将と互角で、他のメンバーをふたりで圧倒していた田坂と中原を一方的に叩きのめすほど強い。その勝将とは出会った時から事あるごとに衝突しており、後に義兄弟となり廣島連合と陴威窠斗が一体になってからも関係は変わっていない。
神橋に憧れまた神橋からも目をかけられやがて十代目を受け継いだが、父が陴威窠斗の創設者だったことは十代目になる直前まで知らなかった。
江田 直也（えだ なおや）
十代目陴威窠斗メンバー。銀次郎に次ぐナンバー2。右の額から口元にかけて長い傷痕がある。勝将の中学時代の同級生だが、交友はなかった。
中学生の時、陴威窠斗に入る手土産としてひとりで極羅神を潰したことがある。当初は自分でなく銀次郎が十代目を継承することに不満を漏らしていたが、自分たち数人を圧倒し顔に傷痕を残した田坂と中原をひとりで圧倒した銀次郎の姿を見て、十代目として認めた。
黒崎（くろさき）
十代目陴威窠斗メンバー。柳とは古くからの親友で、柳が連合の一員になる前は頻繁に単車で張り合っていた。中学時代から坂本恭平に憧れていた 。
猿藤（さるとう）
十代目陴威窠斗メンバー。銀次郎の中学の同級生。人相が猿に似ている。
小山（こやま）
十代目陴威窠斗メンバー。色黒の巨漢。宮本の同じ中学の一学年先輩。
勝将が連合を結成した時にタイマンを張り、なす術なく倒された。
宮本 勘二郎（みやもと かんじろう）
十代目陴威窠斗メンバー。小山の同じ中学の一学年後輩で、十代目では一番年下。左肩に陴威窠斗マークの刺青を彫っている。女好きで中学1年の時には童貞を捨てていた。

#### 九代目
神橋 龍三（かんばし りゅうぞう）
陴威窠斗九代目総長。元々は陴威窠斗と無関係の不良少年だったが、憧れの存在だった段野がチームを解散させると聞いて九代目を継ぎたいと直談判して認められ、総勢3000人を超える巨大チームを構成員わずか7名の少数精鋭軍団に作り替えた。
伝説の単車争奪戦には興味を示さず、陴威窠斗を最強のチームにしようと躍起になって喧嘩を繰り返していたが、田坂と中原が伝説の単車欲しさに石黒と恋人を襲撃し子供を流産させたことで抗争に明け暮れる生活が嫌になり、銀次郎と出会ったことで伝説の単車を破壊し抗争を終わらせることを決意、争奪戦に参加する。
その後復讐鬼と化し二階堂を襲撃した石黒に、自分を殺して全て終わりにしてほしいと告げたことが司の目に留まり、司に認められ単車を継承。単車に刻まれた悲劇を知って破壊することを止め、かわりに司と段野、白石・新田・田村の協力を得て解体し封印、銀次郎らに十代目を託して九代目を引退した。
引退後は現役時代からの恋人・樹里と結婚し子供も生まれた。呉での抗争の前の時期に、単車の行方を知りたいと訪ねてきた銀次郎と高田に過去の経緯を語って聞かせた。
二階堂 剛（にかいどう ごう）
九代目陴威窠斗メンバー。ドレッドヘアーの巨漢で、大の女好き。本業は美容師で、勤め先の店は転々としている。
坂本 恭平（さかもと きょうへい）
九代目陴威窠斗メンバー。頭にバンダナを巻いており、左のこめかみに傷痕がある。常に大久保と行動を共にしており、同じバイクショップに勤めている。単車を乗り回すことが得意。
大久保 一（おおくぼ はじめ）
九代目陴威窠斗メンバー。メンバーの中で最も小柄で一番年下。常に坂本と行動を共にしており、同じバイクショップに勤めている。坂本と違って単車を乗り回すよりも弄り回すことが得意。
刈谷 二郎（かりや じろう）
九代目陴威窠斗メンバー。二階堂と同じぐらいの巨漢。花屋に勤めており、機械いじりは苦手。坊主頭で無口。
田坂（たさか）
元・九代目陴威窠斗メンバー。神橋の意向を無視して中原と共に伝説の単車争奪戦に参加、一度叩きのめした石黒を更に襲撃して恋人を流産させ、チームを破門された。後に代替わりしたばかりの十代目に喧嘩を売って銀次郎に叩きのめされ、それから数年経っても定職につかず伝説の単車に執着、昇喜郎を利用しようと情報を流したが返り討ちにあって殺害された。
中原（なかはら）
元・九代目陴威窠斗メンバー。常に田坂とつるんでおり、田坂と共に破門された。田坂と同じく昇喜郎に殺害される。

### 輪廻編
- 村越宏明 - 初代廣島連合頭。
- 山方 - 初代廣島連合メンバー。引退後は松尾が所属する組と対立する組のヤクザとなり、初代廣島連合の後輩・後継者でもある五島ともども、命を賭して仇である松尾を襲撃・暗殺する。
- 白石勇 - 初代廣島連合メンバー。福沢仁のおじ（父方か母方かは不明）でもある。現在は、小さなディスカウントショップを経営。
- 新田大介 - 初代廣島連合メンバー。現在はバイクショップを営んでいる様子。
- 田村五郎 - 初代廣島連合メンバー。現在は飲食チェーンで成功している実業家。
- 松尾安三 - 華鉢帝国頭。のちに初代廣島連合に合流するも、村越宏明らと和解する事は無かった。やがてあやを自殺に追い込み、村越宏明をリンチ殺害。
- 新太郎 - 華鉢帝国メンバー。松尾安三が心を許せた唯一の親友にして、腹心。小学時代からの村越宏明・白石勇・新田大介・五郎の幼馴染・親友でもあった。この双方へのねじれ関係が後々松尾の不興・猜疑心を買い、嫉妬の果てに松尾の命令で華鉢帝国他メンバーに殺害される。
- あや- 生前の村越宏明の恋人だった女性。故人。

### 前作の登場人物
岩さん / 岩田 章（いわた あきら）
広島県警交通機動隊の警察官。前作から引き続き白バイ隊員として不良少年の取締りに当たっている。元・極楽蝶初代総長。
昇喜郎を逮捕しようとした時に反撃で重傷を負い、胸と腹に大きな傷跡を作られた。そのトラウマで仕事に取り組む気力を失い少年犯罪から遠ざかっていたが、勝将と出会い廣島連合再結成の報を聞いてかつてのように精力的に現場へ赴くようになった。自身も暴走族だったことから不良少年に一定の理解を示しているが、取締方針を強硬にしてゆく上層部に抗えず半ば諦めるように従い、柳との取引を裏切る形で蛇道神を検挙し壊滅させた。
村越ら旧廣島連合幹部と同世代で、中学時代は村越と松尾双方に異を唱えふたりの衝突には関わらず、1歳上の金次郎とばかり喧嘩を繰り返していた。
岩田 結衣（いわた ゆい）
岩さんの同僚で妻。元・極楽蝶三代目総長、旧姓・山野。前作の最終回で岩さんと結婚し、共に生活を送っている。
桐木 司（きりき つかさ）
元・極楽蝶八代目総長、伝説の単車の継承者。極楽蝶引退後、恋人だった久美と結婚し長男・久司も生まれ、働いていた酒屋から独立して「広島酒店」を経営している。
九代目陴威窠斗時代、石黒の復讐を甘んじて受けようとした神橋を伝説の単車の継承者として認め、段野らと共に単車の封印に協力した。勝恋と津紀子が再婚して彩が生まれた後、勢いで彩を誘拐してしまった永吉とケースケから彩を取り戻したのをきっかけに、馴染みの酒屋として大友家に出入りするようになった。
段野 秀典（だんの ひでのり）
元・陴威窠斗八代目総長。司の前に伝説の単車を継承しており、その縁から生前の山方と交友があった。自分の引退を機に陴威窠斗を解散させようとしていたが、神橋からの継承の申し出を認めて九代目を継がせ、司が神橋を伝説の単車の継承者とした後、神橋の頼みを聞いて単車の封印に立ち会った。現役時代からの恋人だったカオリと結婚し、カオリとの間に長男・秀樹がいる。
ヒロ / 佐藤 博衛門尉景元（さとう ひろえもんのじょうかげもと）
元・廣島Night's四代目総長。幼馴染みのエリカと結婚し佐藤家に婿入りする時に、杉本博和から今の名前へ無理矢理改名させられた。現役時代と変わらずプレイボーイで、他の女に手を出そうとしてはエリカに殴られている。
佐藤 エリカ（さとう エリカ）
ヒロの幼馴染みで妻。ヒロとの間にタツヒロ・マサヒロの二人の息子がいる。麻里亜が蓮太の子を妊娠したかもしれないと悩んでいた時に出会い、以来沙奈と3人で仲良くなった。
川中 陽二（かわなか ようじ）
元・極楽蝶八代目幹部。長く勤めていた店から独立してお好み焼き屋「陽ちゃん」を開店、雑誌にも載る有名店の店主として忙しい毎日を送っている。仁のお好み焼き屋としての兄貴分的存在で、慕われると同時にライバル視されている。
岩見 エイジ（いわみ エイジ）
元・極楽蝶八代目幹部。現役時代から大のバイク好きでそのままバイクショップの店員となった。坂本・大久保の勤める店の先輩で、レースの腕前は坂本を凌ぐ。引退後、現役時代からの恋人だった美香と結婚した。同業の新田と面識がある。
中村 寿雄（なかむら ひさお）
元・極楽蝶八代目幹部。刈谷の勤める花屋の先輩で、九代目陴威窠斗が引退する時期に独立した。独立資金を貯めるため水商売のアルバイトをしていた時期があり、その関係で田村と面識がある。
嶋 のぼる（しま のぼる）
元・極羅神総長。実家の八百屋「八百嶋」で働いている。九代目陴威窠斗と同世代で、八代目極楽蝶に憧れて極羅神を結成したが、伝説の単車を巡る血みどろの抗争に嫌気が差し、神橋らより一足早く暴走族から引退した。その数年後、廣島連合との抗争で伝説の単車を求める高田にアプローチされ、自分は知らないが神橋なら単車の在り処を知っているかもしれないとアドバイスした。
木田原（きだわら）
元・極羅神幹部。田坂・中原と同じく伝説の単車に執着し、それさえなければ九代目陴威窠斗に誘いたいほどの存在だと二階堂に言われていた。のぼると九代目陴威窠斗が引退し極羅神が壊滅した後も伝説の単車を追い続け、田坂・中原と共に昇喜郎に殺害された。

### その他の登場人物
- 高田潤二 - 鬼椅頭。のちに第二次廣島連合に合流。
- 山下 - 五代目死龍王頭。のちに第二次廣島連合に合流。
- 小泉 - 元ブルービアードメンバー。のちに第二次廣島連合に合流。
- 林 - 元蛇道神メンバー。重度の薬物中毒。のちに第二次廣島連合に合流。
- 清水 麻里亜 - 蓮太の彼女。
- 鈴木 沙奈 - 壮吉の彼女。
- 大友 勝恋 - 大友勝将の実父。作品終盤で虎鮫津紀子と結婚。銀次郎の義父となる。勝将ともども熱烈な広島カープファンでもある。息子と瓜二つの容姿とそれに恥じないパワーを持っている。股間のイチモツは勝将すら凌ぎもはや丸太
- （虎鮫→大友）津紀子 - 虎鮫銀次郎の実母。作品終盤で大友勝恋の子供を妊娠して結婚。勝将の義母となる。
- 大友 あや - 勝恋と津紀子の長女で勝将と銀次郎の妹。村越宏明の恋人だった同名の女性の生まれ変わり。彼女の誕生をきっかけに今まで妙な雰囲気であった廣島連合とビイストが一致団結して抗争によって燻った廣島の火消しへの奔走が始め一連の事件は落着する。周囲の人物からは姫と呼ばれ大切に育てられている
- 永吉、ケースケ - 国士無双メンバー。廣島連合とビイストにチームを潰された際に強引に連れ攫われなし崩し的に第二次廣島連合に合流。一度は所属チームを潰された報復にあやを誘拐するが結局あやに気概を加える事は出来なかった。居合わせた桐木司に制裁されあやともども大友家に配達される。その後は償いの為に連合のパトロンの奥様の不満のはけ口にされるなどの罰をうけている。若く無鉄砲な二人組という事で山根蓮太・石田凌コンビを彷彿させる印象を周囲に与える。
- 「カッショーさんのライバル」と呼ばれる子供 - 作中で本名が一度も登場しない小学生の男の子。大友勝将とは歳の差を越えた遊び友達であり、大友勝将からは「ブラザー」と呼ばれる。一見、意思薄弱なモブキャラだが実は不幸な家庭環境からやまれぬ事情があったとはいえ刃物での傷害事件を起こした過去があり、その後も小三で学校をシメるなど荒んだ生活を続ける問題児であり近所の大人達から忌避され、勝将と遊んでいたのもこれらの事情ゆえに同年代に遊び相手がいなかったため。入学直後の前作メンバーの子供達を襲撃するが段野秀樹の前に敗北。敗北直後に金属バットを片手にリベンジに向かうところに嵜島昇喜郎と行き合い「やっと遊び相手を見つけた。ブラザーを頼む」と大友勝将の遊び相手役を託し勝将の前から姿を消した
- 桐木 久司 - 桐木 司と桐木 久美(旧姓・由本)の長男。普段は大人しい無邪気な子供だが父親同様に癇癪を起こす等のリミッターが外れると大人や秀樹にすらダメージを与える程の潜在的な力を発揮する
- 段野 秀樹 - 段野 秀典と段野 カオリ(旧姓・中井)の長男。父親譲りの恵まれた体格とパワーを持っている。普段はぶすっとしており些か横暴ではあるが久司とタツヒロが「カッショーさんのライバル」に虐められた際にはライバルに当惑する大人や他の子供達を尻目に立ち塞がり、これを撃退している
- 佐藤 タツヒロ - 佐藤 博衛門尉景元と佐藤エリカの長男。普段はやや我儘で久司にちょっかいをかけているがその久司が「カッショーさんのライバル」に虐められた際には注意し、撃退しようとした

## 伝説の単車
車種はカワサキ・Z400FXである。その単車を手に入れれば、広島で一、二の男になれるという伝説を持つ単車である。歴代の継承者は、広島を代表する男たちばかりが受け継いでいる。
元々は、新太郎の家の近所に住んでいた男の単車であった。それを新太郎が強奪し、村越宏明を襲撃する際に使用した。その後、新太郎の死により持ち主の元へ返されたが、バイク店に売ってしまう。それを村越がバイク店で見つけて買い取る。
村越はこの単車に乗る事はなく、磨いたり、手入れをしていただけだった。村越は、この単車を後輩の山方に譲る。譲った後、村越は松尾安三に殺されてしまう。
村越の死後、山方は連合の勢力拡大に心血を注ぐ。彼は数々の伝説を生み、それと共に彼の乗る単車も「伝説の単車」と呼ばれるようになった。伝説の単車の歴史を生み出したのは、山方の活躍あってのことと言える。
山方が引退したあと、第一次廣島連合の四代目総長・五島、陴威窠斗の八代目総長・段野秀典、極楽蝶の八代目総長・桐木司へと継承され、司から指名された陴威窠斗の九代目総長・神橋龍三が受け継いでいる。
神橋は司たちの協力を得て、伝説の単車を解体する。伝説の単車をめぐって争いが起こるのを止めるための決断だった。解体処分された部品のうち、エンジンだけは新太郎の実家に戻り、新太郎の部屋に保管されている。

## 書籍情報
- 田中宏 『BADBOYSグレアー』 少年画報社〈YKコミックス〉、全16巻（※B6判）
  1. 1997年1月20日発売[1]、ISBN 4-7859-1557-9
  2. 1997年5月9日発売[2]、ISBN 4-7859-1567-6
  3. 1997年8月28日発売[3]、ISBN 4-7859-1593-5
  4. 1997年12月16日発売[4]、ISBN 4-7859-1815-2
  5. 1998年4月3日発売[5]、ISBN 4-7859-1832-2
  6. 1998年8月26日発売[6]、ISBN 4-7859-1862-4
  7. 1998年12月14日発売[7]、ISBN 4-7859-1886-1
  8. 1999年6月9日発売[8]、ISBN 4-7859-1920-5
  9. 1999年10月26日発売[9]、ISBN 4-7859-1947-7
  10. 2000年2月22日発売[10]、ISBN 4-7859-1974-4
  11. 2000年7月21日発売[11]、ISBN 4-7859-2009-2
  12. 2000年12月25日発売[12]、ISBN 4-7859-2053-X
  13. 2001年5月11日発売[13]、ISBN 4-7859-2086-6
  14. 2001年11月29日発売[14]、ISBN 4-7859-2142-0
  15. 2002年6月20日発売[15]、ISBN 4-7859-2203-6
  16. 2002年12月6日発売[16]、ISBN 4-7859-2256-7
- 田中宏 『BADBOYSグレアー』 少年画報社〈YK BEST〉、全9巻（※廉価版：コンビニコミック）
  1. 「廣島魂発進!」2006年4月、ISBN 4-7859-2632-5
  2. 「廣島連合潰し編」2006年5月、ISBN 4-7859-2643-0
  3. 「救世主、広島に現わる編」2006年6月、ISBN 4-7859-2652-X
  4. 「廣島連合包囲網編」2006年7月、ISBN 4-7859-2659-7
  5. 「風雲!廣島大戦争編」2006年8月、ISBN 4-7859-2670-8
  6. 「続陴威窠斗伝説編」2006年9月、ISBN 4-7859-2680-5
  7. 「廣島連合黎明期編」2006年10月12日発売[17]、ISBN 4-7859-2696-1
  8. 「廣島統一への道編」2006年11月13日発売[18]、ISBN 4-7859-2712-7
  9. 「廣島連合永遠に…編」2006年12月13日発売[19]、ISBN 4-7859-2728-3